# Pierre Gellé
Pierre Gellé (ur. w 1878, zm. 12 sierpnia 1917) – francuski pływak i piłkarz wodny, medalista olimpijski Letnich Igrzysk Olimpijskich 1900 w Paryżu.
Wraz z drużyną Pupilles de Neptune de Lille zdobył brązowy medal w piłce wodnej. Startował również w pływaniu na 4000 stylem dowolnym.